# Hale Appleman

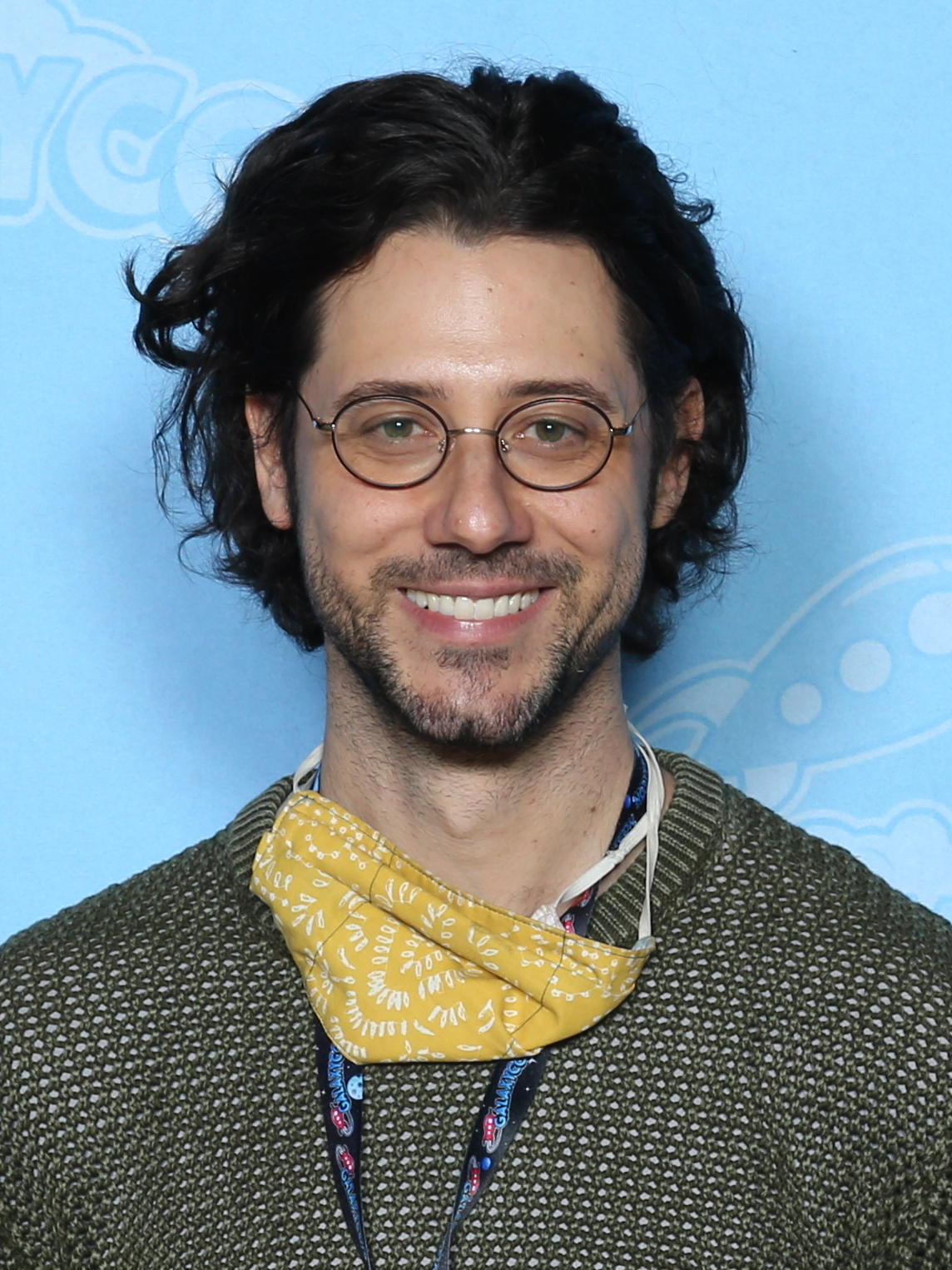
Hale Appleman (2022)

Hale Isaac Appleman (* 17. Januar 1986 in New York City) ist ein US-amerikanischer Schauspieler.

## Leben
Hale Appleman studierte an der Carnegie Mellon School of Drama in Pittsburgh, Pennsylvania.
Seine ersten Bühnenerfahrungen machte er in den Stücken Streamers von David Rabe an der Roundabout Theatre Company in New York City, Clifford Odets Paradise Lost am American Repertory Theatre in Cambridge und als Jesus bei der New Yorker Premiere des Stückes Passion Play von Sarah Ruhl.
Auf dem Berkshire Theatre Festival 2011 spielte er in Moonchildren von Michael Weller den Bob und 2012 war er für L.A. Theatre Works an der Vertonung von Sam Shepards Buried Child beteiligt. Anschließend trat Appleman am The Old Globe Theatre als Mercutio in The Last Goodbye auf.
Sein Filmdebüt gab Appleman 2006 in Beautiful Ohio und porträtierte zwei Jahre später den Comiczeichner Judd Winick in Pedro. In der TV-Serie Smash spielte er 2012 den Zach.
Er erlangte Bekanntheit durch seine Rolle als Tobey Cobb im Film Teeth – Wer zuletzt beißt, beißt am besten und als Zauberer Eliot Waugh in der Fernsehserie The Magicians. In dieser Serie sang er in der vorletzten Folge mit, die am 25. März 2020 ausgestrahlt wurde, gemeinsam mit Olivia Taylor Dudley ein Peter-Gabriel- und Kate-Bush-Cover des Liedes Don’t Give Up als Duett. Hale Appleman las erst die Trilogie, bevor er zum Vorsprechen ging, und wollte eigentlich die Rolle des William 'Penny' Adiyodi  bekommen, den er als eine Person mit 'Clockwork Orange level attitude' beschreibt. Letztendlich bekam er aber die Rolle als Eliot. Erstaunlicherweise sprach Arjun Gupta für die Rolle als Eliot vor, doch erhielt er die Rolle von Penny.

## Filmografie (Auswahl)

### Fernsehen
- 2012: Smash (Fernsehserie, 2 Folgen)
- 2015–2020: The Magicians (Fernsehserie, 65 Folgen)
- 2022–2023: American Horror Story: NYC (Fernsehserie, 6 Folgen)

### Film
- 2006: Beautiful Ohio von Ethan Canin
- 2007: Teeth – Wer zuletzt beißt, beißt am besten (Teeth) von Mitchell Lichtenstein
- 2008: Pedro von Dustin Lance Black
- 2011: Private Romeo von Alan Brown als Mercutio